# قيمة الدرينى (وشحة)

تعديل مصدري - تعديل

قيمة الدرينى هي إحدى قرى عزلة ضاعن بمديرية وشحة التابعة لمحافظة حجة، بلغ تعداد سكانها 249 نسمة حسب تعداد اليمن لعام 2004.